# Cabo Rojo
Cabo Rojo ist eine Stadt im Westen Puerto Ricos.

## Geografie

### Geografische Lage
Cabo Rojo liegt an der Karibik-Küste der Insel, südlich von Mayagüez und Hormigueros, westlich von San Germán und Lajas.

### Geologie
Die roten Felsen an der Küste verhalfen der Stadt zu ihrem Namen (cabo rojo spanisch „rotes Kap“).

### Stadtgliederung
Cabo Rojo erstreckt sich über 18 Stadtbezirke einschließlich des Stadtzentrums Cabo Rojo Pueblo.
| - Bajura - Betances - Boquerón - Cabo Rojo Pueblo - Combate - Guanajibo | - Joyuda - La Quince - La Veintidos - Las Arenas - Las Quebradas - Llanos Costas | - Llanos Tuna - Miradero - Monte Grande - Pedernales - Pole Ojea - Puerto Real |

## Geschichte
Cabo Rojo wurde am 17. Dezember 1771 von Nicolás Ramírez de Arellano und Miguel de Muesas gegründet.
Laut einer alten Legende kam es einst an der Salzmine zu einem Streit der Einwohner Cabo Rojos mit der Bevölkerung von Lajas. Die mit Äxten kämpfenden Caborojaner erhielten daraufhin den Spitznamen mata con hacha (die mit der Axt töten).

## Politik

### Wappen, Flagge und Hymne
Das rote Dreieck symbolisiert das cabo bermejo in Los Morillos. Die blaue und weiße Farbe stehen gemeinsam mit den Ankern für Meer. Das flammende Schwert ist ein Attribut des Stadtpatrons San Miguel de Arcángel. Die Krone ist das Zeichen für den Gemeinde-Status.
In der Flagge werden die Farben mit der gleichen Bedeutung verwendet, nur die Anker, das Schwert und die Krone fehlen.
Die Hymne wurde von Mildred Arroyo Cardoza verfasst.
Hoy estoy triste por la distancia

que me separa de mi dulce patria,

y de un pueblito donde mi

padre y mi madre me esperan

Mi Cabo Rojo pueblo adorado,

jardín de flores te quiero yo

y en la distancia a ti te añoro,

por eso lloro en mi cantar.

Son tus palmeras flores divinas

y son tus playas, un manantial

Mi Cabo Rojo, me siento solo

por eso lloro en mi cantar

pero muy pronto besaré tu suelo

o desde el cielo te adoraré.

## Kultur und Sehenswürdigkeiten

### Bauwerke
Das bekannteste Bauwerk in Cabo Rojo ist der Leuchtturm Los Morrillos. Der 1881 erbaute und 1961 mit elektrischem Licht ausgestattete Turm, den die Einheimischen El Faro nennen, erhebt sich auf den Kalkstein-Felsen 60 Meter über den Meeresspiegel.
Die katholische Kirche San Miguel Arcángel ist der Nachfolger der 1783 erbauten Kirche San José.

### Naturdenkmäler
In Cabo Rojo kann man neben den Stränden Boquerón, El Combate, Joyuda, Punta Arenas und Punta Real die Höhle Cofresí, die Lagune Joyuda und die Insel Ratones erkunden.

### Sport
Von 1989 bis 1993 gab es das Erstliga-Basketball-Team Los Turistas de Cabo Rojo.

### Regelmäßige Veranstaltungen
- Pescao Festival – März
- Años Cuarenta Festival – April
- Chigüero Festival – April
- Betances Festival – April
- Oyster Festival – Mai
- Boquerón Bay Crossing – Juli
- Watermelon Festival – Juli
- Retorno a la Arena – Juli
- Patron Festivities – September
- Paleta Festival – Dezember
- Le Lo Lai Festival – Dezember

## Wirtschaft und Infrastruktur
Die Salzminen (Salinas) in der Nähe des Leuchtturms gelten als älteste Industrie in der Neuen Welt. Sie sind seit der Zeit der Taínos ununterbrochen in Betrieb. Insbesondere der Bezirk Puerto Real ist für die Fischerei bekannt.

## Persönlichkeiten

### Söhne und Töchter der Stadt
- Ramón Emeterio Betances (1827–1898), Unabhängigkeitskämpfer
- Roberto Cofresí Ramírez De Arellano (1791–1825), Pirat
- Salvador Brau (1842–1912), Schriftsteller und Historiker
- Tommy Muñiz (* 1922), Comedian
- Bartolomé Javier Petrovich
- Emiliano Mercado del Toro (1891–2007), bis zu seinem Tod ältester Mann der Welt